# Dzielna (Ciasna)
Dzielna (deutsch Dzielna, 1936–1945 Grenzingen) ist eine Ortschaft in Oberschlesien. Administrativ liegt sie in der Gemeinde Ciasna (Cziasnau) im Powiat Lubliniecki (Landkreis Lublinitz) in der Woiwodschaft Schlesien.

## Geografie

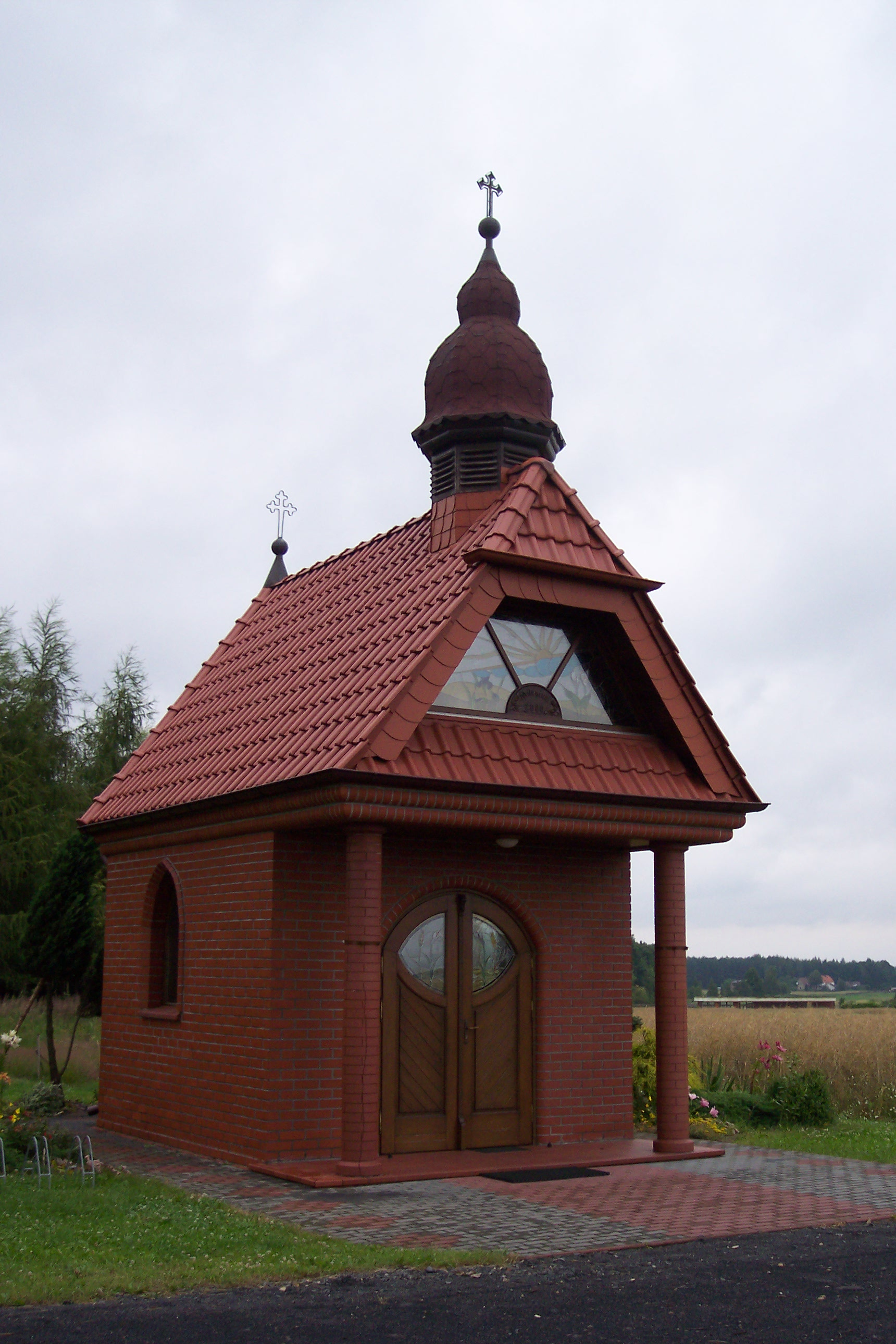
Wegkapelle

Dzielna liegt drei Kilometer westlich vom Gemeindesitz Ciasna (Cziasnau), elf Kilometer nordwestlich von der Kreisstadt Lubliniec (Lublinitz) und 64 Kilometer nordwestlich von der Woiwodschaftshauptstadt Kattowitz.

## Geschichte
1742 kam der Ort mit dem Großteil Schlesiens an Preußen. Der Ort wurde 1783 im Buch Beyträge zur Beschreibung von Schlesien als Dzielna erwähnt und gehörte einem Herrn von Poser und lag im Kreis Lublinitz (Lublinetz) des Fürstentums Oppeln. Damals hatte er ein herrschaftliches Vorwerk, neun Bauern, sieben Gärtner und Häusler und 107 Einwohner. 1865 hatte Dzielna fünf Bauern, drei Freigärtner, vier Robotstellen und fünf Häuslerstellen. Neben der Landwirtschaft ging ein Teil der Einwohner in die nahegelegenen Gruben und Hüttenwerken arbeiten. Die Einwohner waren nach Guttentag eingepfarrt und nach Gwosdzian eingeschult.
Bei der Volksabstimmung in Oberschlesien am 20. März 1921 stimmten im Ort 47 Wahlberechtigte für einen Verbleib Oberschlesiens bei Deutschland und 38 für eine Zugehörigkeit zu Polen. Dzielna verblieb nach der Teilung Oberschlesiens beim Deutschen Reich. 1936 wurde der Ort im Zuge einer Welle von Ortsumbenennungen der NS-Zeit in Grenzingen umbenannt. Bis 1945 befand sich der Ort im Landkreis Loben (zwischenzeitlich im Landkreis Guttentag).
1945 kam der bis dahin deutsche Ort unter polnische Verwaltung und wurde anschließend der Woiwodschaft Schlesien angeschlossen und ins polnische Dzielna umbenannt. 1950 kam der Ort zur Woiwodschaft Kattowitz. 1975 kam der Ort zur neugegründeten Woiwodschaft Tschenstochau. 1999 kam der Ort zum wiedergegründeten Powiat Lubliniecki und zur neuen Woiwodschaft Schlesien.

## Bauwerke und Sehenswürdigkeiten
- Wegkapelle